# NGC 2941
NGC 2941 este o galaxie lenticulară situată în constelația Leul. A fost descoperită în 1 aprilie 1864 de către Albert Marth.